# Mačkov
Mačkov falu és önkormányzat (obec) Csehország Dél-csehországi kerületének Strakonicei járásában. Területe 5,08 km², lakosainak száma 287 (2008. 12. 31). A falu Strakonicétől mintegy 16 km-re északra, České Budějovicétől 64 km-re északnyugatra, és Prágától 86 km-re délnyugatra fekszik.
A település első írásos említése 1315-ből származik.

## Népesség
A település népessége az elmúlt években az alábbi módon változott:
| Lakosok száma | 280  | 310  | 327  | 229  | 246  | 306  | 289  | 293  | 320  | 284  |
|               | 1869 | 1900 | 1921 | 1961 | 1980 | 2011 | 2016 | 2019 | 2021 | 2024 |